# Carmelo Sardo
Carmelo Sardo (Porto Empedocle, 22 maggio 1961) è un giornalista e scrittore italiano.

## Biografia
Carmelo Sardo intraprende la carriera come cronista nel 1983 al Giornale di Sicilia e alla televisione Teleacras di Agrigento, dove conduce le principali edizioni del telegiornale e dove diviene nel 1992 il primo professionista nella storia delle tv private della provincia di Agrigento.  Collabora per sei anni (1987-1992) al quotidiano L'Ora di Palermo, occupandosi anche di inchieste sulla mafia agrigentina. Negli ultimi due anni a Teleacras, (1995-1997), è stato direttore del telegiornale succedendo a Giovanni Taglialavoro. Nel 1997 si trasferisce a Roma e diventa inviato della trasmissione di Rai Due Cronaca in diretta per due stagioni. Il primo luglio 1998 il passaggio al TG5 assunto da Enrico Mentana. Dopo sette anni alla redazione del TG5 di Milano, passa alla sede di Roma; conduce per tre anni l'edizione della notte del TG e oggi è caporedattore delle cronache.

## Opere
- Nel 2010 pubblica il suo primo romanzo edito da Mondadori, "Vento di tramontana"; il romanzo è stato tradotto e pubblicato anche in Francia per "First editions" con il titolo "Les nuits de Favonio". A dicembre 2018 esce la ristampa di "Vento di tramontana" per l'editore Laurana di Milano.
- A giugno 2014 esce il suo secondo libro, scritto a quattro mani con il detenuto ergastolano Giuseppe Grassonelli, intitolato Malerba e pubblicato da Mondadori. Un memoir che racconta la vera storia di Grassonelli che vendicò lo sterminio della sua famiglia uccidendo i capi di cosa nostra che l'avevano ordinata. Rinchiuso in carcere dove sconta vari ergastoli dall'età di 26 anni, oggi che ne ha 51 è un uomo nuovo, recuperato e trasformato e si è laureato in lettere moderne all'Orientale di Napoli con 110 e lode.  "Malerba" ha vinto il premio "Leonardo Sciascia-Racalmare" e i diritti venduti in Brasile, Giappone, Spagna, America Latina, Germania, Francia, Turchia, Russia, Grecia. Ispirato al libro è stato realizzato il docufilm Ero Malerba per la regia di Toni Trupia, con protagonista lo stesso Sardo e Grassonelli e prodotto da Interlinea[1]. Opzionati anche i diritti cinematografici per farne un film.
- Il 7 giugno 2016 è uscito il suo terzo romanzo, sempre per Mondadori, intitolato "Per una madre", sequel di "Vento di tramontana", due edizioni in un mese e grandi consensi di critica e di pubblico.[senza fonte] Dal 6 aprile 2017 è in libreria la sua quarta opera "Cani senza padrone. La Stidda. Vera storia di una guerra di mafia" (Melampo editore), un saggio-romanzato sulla storia dei "picciotti" che uccisero il giudice Rosario Livatino. I diritti del libro sono stati opzionati da Michele Placido per trarne un film lungometraggio.
- Il 28 novembre 2018 è uscita per Laurana editore, la nuova edizione del suo romanzo d'esordio "Vento di tramontana" (Mondadori, 2010- Premio Alabarda d'oro-Città di Trieste 2010- premio Salvo Randone- 2010- premio Vincenzo Licata -2011). Richiesto da più parti, ma ormai esaurito, è tornato in libreria in una nuova veste grafica.
- Nel 2020 con Zolfo Editore è uscita la nuova edizione, più arricchita e aggiornata, del libro <Cani senza padrone> con una postfazione di don Giuseppe Livatino, primo postulatore della causa di beatificazione del giudice Rosario Livatino.
- È protagonista, con il detenuto ergastolano Giuseppe Grassonelli, del docufilm Ero Malerba, regia di Toni Trupia, produzione Interlinea dedicato alla potente storia dello stesso Grassonelli e ispirato al libro "Malerba" (Mondadori 2014)
- Partecipa al docufilm "L'abbraccio" di Davide Lorenzano, ispirato alla storia del giudice Antonino Saetta e del figlio Stefano, uccisi dalla mafia.
- Nel luglio del 2021 esce il suo quinto libro "L'arte della salvezza- Storia favolosa di Marck Art" per Zolfo editore che racconta l'incredibile parabola umana e artistica di Marco Urso, un giovane favarese nato sordo, bullizzato da ragazzino, che dopo un lieve coma si risveglia, dice di aver incontrato gli angeli che lo hanno trasformato in un pittore. Le sue opere sono ora collezionate dai più grandi collezionisti italiani, hanno varcato i confini e Marco, in arte Marck Art, sta riscattando la sua infanzia dolorosa.
- Nel novembre 2022 esce il suo sesto libro "Dove non batte il sole" (Bibliotheka edizioni) un romanzo che prende spunto da fatti realmente accaduti in cui racconta le incongruenze della giustizia attraverso la storia di un giovane siciliano a cui la mafia uccide i genitori gioiellieri e le sue scelte cambieranno per sempre il corso della sua vita. Un romanzo di impegno civile che affronta i temi di drammatica attualità come l'ergastolo ostativo- il vero fine pena mai- e le condizioni dei detenuti. Ma è anche una tenera storia d'amore.
- Il 4 ottobre 2024 esce per Bibliotheka Edizioni il romanzo onirico "Le notti senza memoria " la storia di un amore folle e delirante di un uomo per una donna che mette a nudo ciascuno di noi tra eros, fantasmi del passato e inquietudini esistenziali. Un romanzo sospeso tra sogno e realtà che riguarda tutti noi. Il romanzo è stato proposto per le candidature al Premio Strega 2025.

## Riconoscimenti
- 2010: Premio Alabarda d'oro di Trieste come miglior romanzo (Vento di tramontana)
- 2010: Premio "Vincenzo Licata" di Sciacca (Vento di tramontana)
- 2010: Premio "Salvo Randone" (Vento di tramontana)
- 2014: Premio "Sciascia" (Malerba)
- 2016: Premio "La Gorgone d'oro" (Per una madre)